# Christa B. Allen
Christa Brittany Allen (Wildomar, 11 november 1991) is een Amerikaans actrice.

## Biografie
Allen werd geboren in Wildomar als jongste in een gezin van negen kinderen, zij heeft vier broers en vier stiefbroers.
Allen begon in 2004 met acteren in de film 13 Going on 30, waarna zij nog meerdere rollen speelde in films en televisieseries. Zij is vooral bekend van haar rol als Charlotte Grayson in de televisieserie Revenge waar zij al in 75 afleveringen speelde.

## Filmografie

### Films
Uitgezonderd korte films.
- 2024 Meet Me in Rome - als Christa Belle
- 2021 Christmas for Keeps – als Avery Taylor
- 2021 The Fight That Never Ends – als Joanne Beck
- 2019 Dying for a Baby – als Amber
- 2019 When Vows Break – als Ella
- 2018 The Queen of Sin – als Posy Pinkerton
- 2017 Family of Lies – als Emily
- 2017 Dead on Arrival – als Jessie
- 2017 The Valley – als Alicia
- 2017 One of Us – als Melanie / Mary
- 2016 Hopeless, Romantic – als Liz
- 2012 Detention of the Dead – als Janet
- 2011 Deadly Sibling Rivalry – als Fiona Chalmers
- 2010 One Wish – als Molly
- 2009 Youth in Revolt – als tiener
- 2009 Ghosts of Girlfriends Past – als Jenny als tiener
- 2009 Chasing a Dream – als Nikol Schrunk
- 2006 A Merry Little Christmas – als Holly
- 2004 13 Going on 30 – als jonge Jenna

### Televisieseries
Uitgezonderd eenmalige gastrollen.
- 2015 Baby Daddy – als Robyn – 4 afl.
- 2011-2015 Revenge – als Charlotte Grayson – 75 afl.
- 2006 Cake – als Cake – 13 afl.

- Biblioteca Nacional de España: XX4997215
- Bibliothèque nationale de France: cb140387335 (data)
- International Standard Name Identifier: 0000 0000 8403 5219
- Library of Congress Control Number: no2015015914
- Virtual International Authority File: 100319996
- WorldCat: E39PBJm4Xh6hGpxbMVTftBctrq